# Denys Ščerbakov
Denys Ščerbakov (ukrajinsky Денис Щербаков; * 4. června 1988 Cjurupinsk) je ukrajinský reprezentant v orientačním běhu. Jeho největším úspěchem je bronzová medaile ze štafet na mistrovství světa 2013 ve finském Vuokatti, kde společně s ním běžel Pavlo Uškvarok a Aleksandr Kratov. V současnosti běhá za švédský klub OK Rönneby.